# Каменный крест (Бенрат)

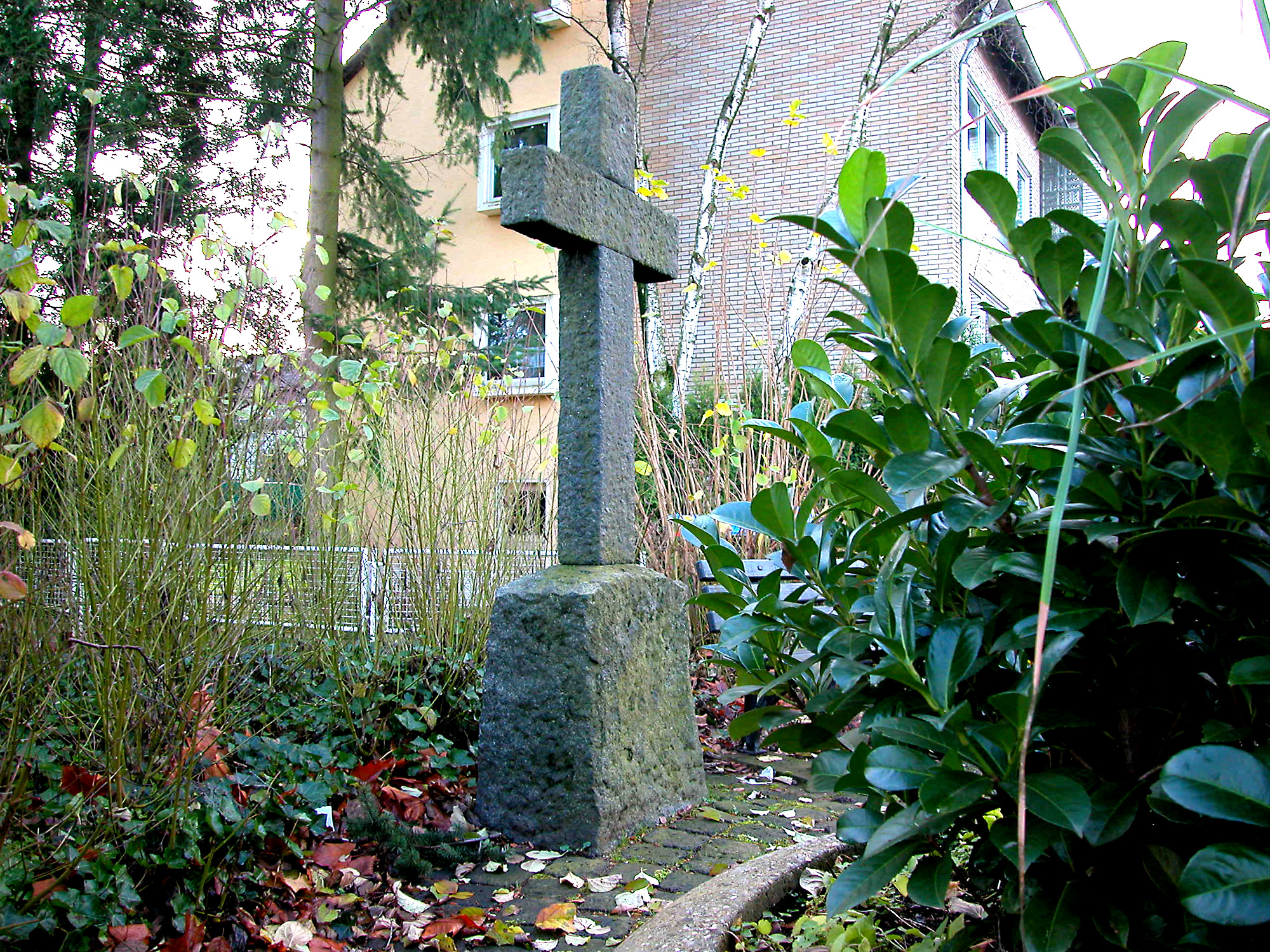
Придорожный крест. Восточный Бенрат

Каменный крест на улице Ам Мёнхграбен (нем. Steinkreuz am Mönchgraben), — придорожный (поклонный) крест, установленный в жилом массиве Паульсмюле Дюссельдорф-Бенрата. Является охраняемым памятником культуры и единственным придорожным крестом в Дюссельдорф-Бенрате.
Изначально большой каменный крест высотой 2,5 метра из чёрного гранита был установлен на кладбище Верстена. Автор и дата установки неизвестны. Состоит из трёх частей. Основание в виде трапеции с закруглением в верхней части. Обработка камня грубая, крупношероховатая.
В 1984 году переустановлен в Восточный Бенрат, на пустующий угол жилого массива между улицами Ам Мёнхграбен (Am Mönchgraben) и Флендерштрассе (Flenderstraße). Рядом находится католический детский садик. Инициатором переноски явился Иозеф Поллок (Josef Pollok), а его строительная фирма осуществила этот перенос. Переосвящение провёл священник Вебер (Weber).
Рядом с крестом сформирован зелёный уголок, где по инициативе местной фракции ХДС установлены скамейки для отдыха.